# Mithreum

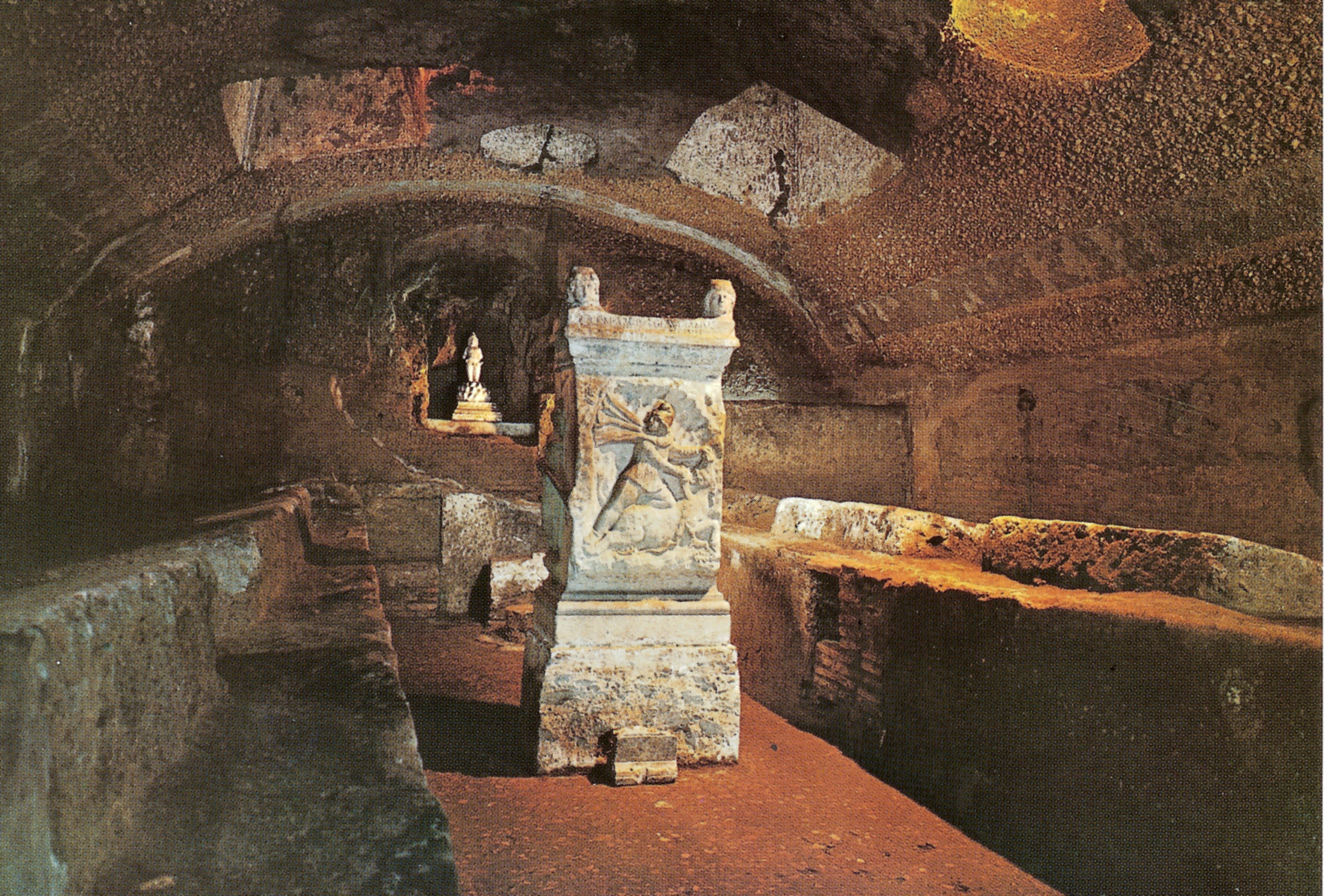
Mithreum under kyrkan San Clemente i Rom.

Mithreum (latin mithraeum) var ett kultrum för Mithrasdyrkare.
Ett välbevarat mithreum finns under kyrkan San Clemente i Rom. Lämningar finns även under kyrkorna Santa Prisca och Santo Stefano Rotondo.